# Consiglio regionale della Martinica
Il Consiglio regionale della Martinica (in francese: Conseil régional de la Martinique) è stata l'assemblea deliberativa della regione della Martinica dalla sua creazione nel 1972 fino al 31 dicembre 2015. Il 1º gennaio 2016, l'Assemblea della Martinica ha sostituito il consiglio regionale e il Consiglio generale del Martinica.

## Competenze
Il consiglio regionale era responsabile per lo sviluppo economico, la gestione dei fondi strutturali europei, la formazione professionale, l'apprendimento e l'orientamento, le scuole superiori, l'ambiente, la pianificazione regionale e la cultura, lo sport, la politica abitativa e cittadina.

### Comitati settoriali
- Commissione sviluppo sostenibile, trasporti e energia
- Commissione affari economici
- Commissione economia sociale e solidale
- Commissione cultura e patrimonio
- Commissione edilizia
- Commissione affari finanziari e bilancio
- Commissione agricoltura e allevamento
- Commissione cooperazione e affari europei
- Commissione pesca, acquacoltura, risorse marine e affari marittimi
- Comitato istruzione e formazione professionale
- Commissione istruzione superiore, innovazione e ricerca
- Commissione salute
- Commissione alloggi e habitat
- Commissione sport
- Commissione giuridica, pareri e testi di natura normativa e legislativa
- Commissione bando di gara
- Commissione valutazione SAR
- Commissione partenariato pubblico-privato
- Commissione speciale di gestione del progetto
- Commissione delegazione servizio pubblico
- Commissione ad hoc piano di rilancio e grandi progetti di strutturazione
- Commissione ad hoc preparazione della collettività unica
- Commissione ad hoc piano giovanile
- Commissione ad hoc turismo
- Commissione ad hoc valutazione e prospettiva
- Commissione ad hoc concessioni marittime e tasse
- Commissione ad hoc rischi maggiori e naturali

## Sede
Il Consiglio regionale della Martinica sedeva nell'Hotel de region situato in rue Gaston Defferre nel distretto di Cluny di Fort-de-France.

## Donne al Consiglio regionale della Martinica
Nel 1983, Madeleine de Grandmaison e Pierette Henrie Arsenec sono state le prime due donne elette nel consiglio regionale della Martinica. Dal 2010 al 2015 Catherine Conconne è stata la prima vicepresidente del consiglio regionale.

## Presidenti
| Mandato                          | Presidente | Presidente          | Partito | Partito                                                                      |
| -------------------------------- | ---------- | ------------------- | ------- | ---------------------------------------------------------------------------- |
| 1974-1983                        |            | Camille Petit       |         | Unione dei Democratici per la Repubblica poiRaggruppamento per la Repubblica |
| febbraio 1983 - giugno 1988      |            | Aime Cesaire        |         | Partito Progressista Martinicano                                             |
| giugno 1988 - 29 marzo 1992      |            | Camille Darsières   |         | Partito Progressista Martinicano                                             |
| 29 marzo 1992 - 20 marzo 1998    |            | Emile Capgras       |         | Partito Comunista Martinicano                                                |
| 20 marzo 1998 - 22 marzo 2010    |            | Alfred Marie-Jeanne |         | Movimento Indipendentista Martinicano                                        |
| 26 marzo 2010 - 18 dicembre 2015 |            | Serge Letchimy      |         | Partito Progressista Martinicano                                             |